# Diocese de Luena
A Diocese de Luena (Diœcesis Lvenana) é uma circunscrição eclesiástica da Igreja Católica em Angola, pertencente à Província Eclesiástica de Saurimo, sendo sufragânea da arquidiocese de Saurimo. A sé episcopal está na catedral de Nossa Senhora da Assunção, na cidade de Luena, na província de Moxico.
Foi criada no dia 1 de junho de 1963 pela bula Mirabilis ille Venerabilis Frater, pelo Papa Paulo VI, quando foi desmembrada da diocese de Silva Porto. Recebeu inicialmente o nome de diocese de Luso (diœcesis Lusitaniana). Foi primeiro bispo o senhor dom Francisco Esteves Dias.
Em 16 de maio de 1979 assumiu seu nome atual, regulado pelo decreto Cum Excellentissimus, emitido pela Congregação para a Evangelização dos Povos.
Entre sua criação e 1977 foi sufragânea da arquidiocese de Luanda, e; entre 1977 e 2011 foi sufragânea da arquidiocese do Huambo. Em 16 de maio de 2011 tornou-se finalmente sufragânea e parte da província eclesiástica da arquidiocese de Saurimo.
Tem uma superfície de 223 000 km². Está localizada no leste de Angola, abarcando a totalidade da província de Moxico. A população do território diocesano é composta por inúmeras origens étnicas, mas com uma maioria de chócues.

## Lista de bispos de Luena
|                          | Nome                              | Período   | Notas                                  |
| Bispos                   | Bispos                            | Bispos    | Bispos                                 |
| ------------------------ | --------------------------------- | --------- | -------------------------------------- |
| 5º                       | Martín Lasarte Topolansky, S.D.B. | 2023-     | Atual                                  |
| 4º                       | Jesús Tirso Blanco, S.D.B.        | 2007-2022 | Faleceu no exercício da prelazia       |
| 3º                       | Gabriel Mbilingi, C.S.Sp.         | 2000-2006 | Nomeado Arcebispo-coadjutor de Lubango |
| 2º                       | José Próspero da Ascensão Puaty   | 1977-2001 |                                        |
| 1º                       | Francisco Esteves Dias, O.S.B.    | 1963-1976 |                                        |
| Bispo-coadjutor          |                                   |           |                                        |
| 3º                       | Gabriel Mbilingi, C.S.Sp.         | 1999-2000 |                                        |
| Administrador Apostólico |                                   |           |                                        |
|                          | Francisco Esteves Dias, O.S.B.    | 1976-1977 | Bispo-emérito                          |